# Osetnik (województwo warmińsko-mazurskie)
Osetnik – wieś w Polsce położona w województwie warmińsko-mazurskim, w powiecie lidzbarskim, w gminie Orneta. Wieś znajduje się w historycznym regionie Warmia.
W latach 1975–1998 miejscowość administracyjnie należała do województwa elbląskiego.

## Historia

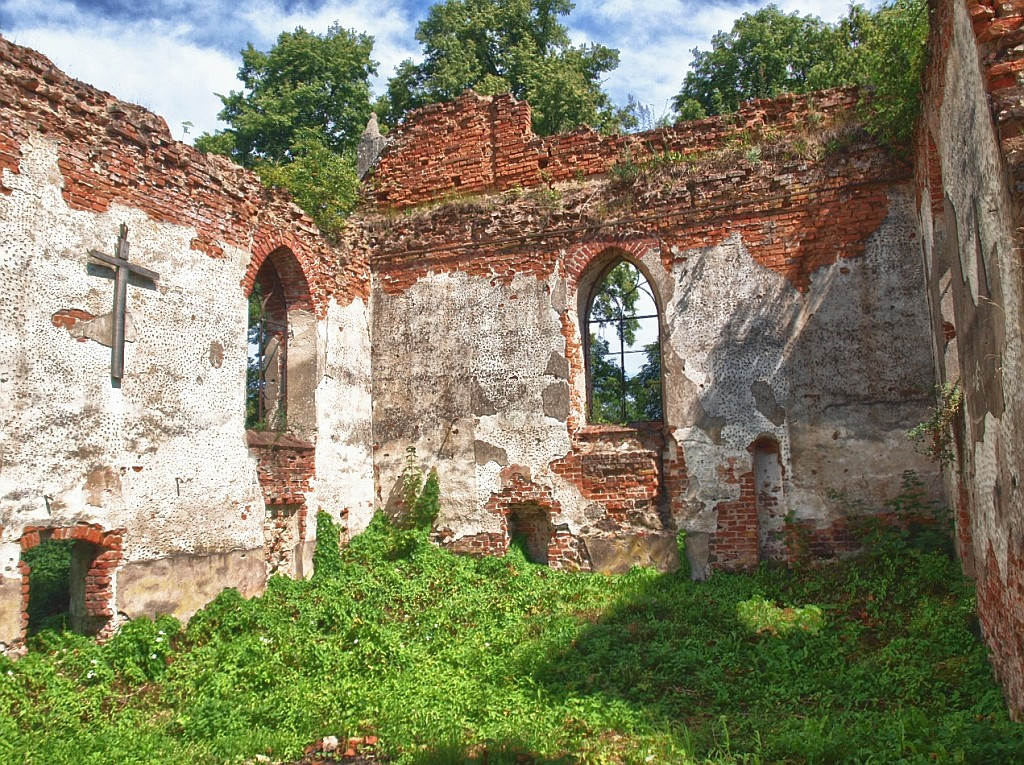
Ruiny kościoła pw. św. Jakuba Starszego

Wieś założona w 1289 przez braci biskupa warmińskiego Henryka Fleminga. Od 1539 r. stanowiła w części własność kapituły warmińskiej, a po I rozbiorze Polski od 1772 r. skarbu pruskiego. We wsi zachowały się ruiny kościoła parafialnego (pw. sw. Jakuba Starszego) z XV w. Świątynia była przebudowana w 1582 r., następnie w latach 1698–1700, 1729 i 1880. Kościół zniszczony w 1945 r., i ulegał dewastacji w latach następnych – wyposażenie wnętrza zostało spalone. We wsi znajdują się dwie kapliczki, neogotyckie, murowane z pierwszej połowy XIX w.